# Vittorio Reggianini
Vittorio Reggianini (1853/1858 – 1939) è stato un pittore italiano.
Nelle sue opere ha raffigurato la vita della classe medio-alta e in molti dei suoi dipinti le donne e i bambini occupano il centro dell'attenzione. 
Vittorio Reggianini studiò all'Accademia Atestina di Belle Arti, dove in seguito fu nominato professore. Si trasferì a Firenze, dove espose dal 1907 al 1911. Fu influenzato dallo stile di altri contemporanei fiorentini, come Federico Andreotti e Francesco Vinea. Lo stile presenta temi simili e talvolta lo stesso modello.
Lo stile di Reggianini era di natura sensuale e la sua rappresentazione dei tessuti era magistrale. D'altro canto, era anche abile nel rappresentare la vita dei contadini che vivevano in condizioni umili. Le sue opere sono esposte nella Galleria d'arte di Magonza.